# Birger Nilsson (ishockeyspelare)
Birger Nilsson, född 30 mars 1921, död 15 september 1990, var en svensk ishockeyspelare i Södertälje SK.
Birger Nilsson spelade 14 säsonger i Södertälje SK, SSK, mellan åren 1942 och 1955. Han vann SM i ishockey två gånger med SSK, 1944 och 1953. Under sina år i SSK gjorde han 109 mål på 178 matcher. Säsongen 1945/1946 vann Birger Nilsson den interna skytteligan hos SSK genom att göra 30 mål på 13 matcher, av totalt 76 mål som SSK gjorde den säsongen.
Internationellt blev han uttagen till Världsmästerskapet i ishockey för herrar 1947 i Tre Kronor och var med att erövra en silvermedalj.